# Hirekathur, Tarikere
Hirekathur là một làng thuộc tehsil Tarikere, huyện Chikmagalur, bang Karnataka, Ấn Độ.